# 迴廊亭殺人事件
《迴廊亭殺人事件》是日本作家東野圭吾的長篇推理小說。光文社於1991年發行了單行本名為《迴廊亭的殺人》（かいろうていのさつじん），1994年發行了光文社文庫版，發行文庫版的時候書名改為現在的標題。
全書以第一人稱描寫，「我」再度來到迴廊亭是為了還原當年火災的真相，「我」將不惜一切代價踏上復仇之路。電視劇於2011年6月24日播出，由常盤貴子主演。

## 出版書籍
| 出版社     | 出版日期      | 格式   | 頁數  | ISBN                   | 譯者   |
| ---------- | ------------- | ------ | ----- | ---------------------- | ------ |
| 光文社     | 1991年7月1日  | 單行本 | 238頁 | ISBN 978-4-33-402932-6 | 不適用 |
| 光文社     | 1994年11月1日 | 文庫本 | 308頁 | ISBN 9784334719685     | 不適用 |
| RH Korea   | 2008年3月26日 | 平裝書 | 328頁 | ISBN 978-892-551865-7  | 임경화 |
| 皇冠文化   | 2009年2月16日 | 平裝書 | 224頁 | ISBN 978-957-332-513-0 | 陳祖懿 |
| 華文出版社 | 2010年5月1日  | 平裝書 | 217頁 | ISBN 978-750-753108-4  | 陳祖懿 |

## 故事簡介
一代企業家一原高顯死後，正當其家人要繼承其龐大遺產之時，遺書將要在他所經營的日式旅館回廊亭中，向一眾家族的人公開。除家人以外，還有一名叫菊代的老太太也應邀出席。然而，菊代的真正目的是為了探尋半年前發生在回廊亭的事件真相……

## 登場人物
一原 高顯（Ichigahara Takaaki）
已故。一代企業家，逝世後留下龐大的遺產。迴廊亭的擁有者。
桐生 枝梨子（Kiryuu Eriko）
三十多歲相貌不佳的女子。一原高顯的秘書，高顯曾向枝梨子表示有意取她為妻，重視的是她的才能。
里中 二郎（Satonaka Zirou）
桐生枝梨子的戀人。在迴廊亭曾經發生的火災中找到焦黑的遺體。
本間 重太郎（Honma Shigetarou）
已故。企業家一原高顯的恩人。
本間 菊代（Honma Kikuyo）
本間重太郎的遺孀，即將七十歲的老太婆。在丈夫死後仍受一原家照顧，中間連繫人是桐生枝梨子。手中握有桐生枝梨子自殺的遺書，在一原高顯遺書宣布的前一天拆開讓一原家族讀。
一原 蒼介（Ichigahara Sousuke）
一原 健彥（Ichigahara Takehiko）
蒼介是高顯的弟弟。大學教授。雖然年紀應不小，但頭髮濃黑不像中老年人。
健彥是蒼介的兒子。二十七歲，從事戲劇工作，實際上仍然倚靠父親蒼介供養。
一原 直之（Ichigahara Naoyuki）
高顯同父異母的弟弟。單身。與高顯年紀相差二十幾歲，後來繼承了高顯的企業。
藤森 曜子（Huzimori Youko）
藤森 加奈江（Huzimori Kanae）
曜子是高顯同父異母的妹妹。約四十多歲，藤森是丈夫的姓氏。
加奈江是曜子的女兒。一副大小姐的氣勢。
一原 紀代美（Ichigahara Kiyomi）
一原 由香（Ichigahara Kiyomi）
紀代美是高顯無血緣關係的義妹。
紀代美的女兒由香和加奈江一樣，都是不重禮節的年輕人。
小林 真穗（Kobayashi Maho）
迴廊亭的女主人。五十多歲卻依然嬌豔。
古木（Koboku）
一原高顯的總法律顧問。
驂澤 弘美（Azisawa Hiromi）
古木律師的助理。年紀輕、五官端正，相當俊美。
矢崎（Yazaki）
職稱警部。此案件的搜查官。

## 電視劇
在2011年6月24日富士電視台的「週五Prestige」時段播放，標題為「東野圭吾三週連續SP」第三彈「迴廊亭殺人事件」，由常盤貴子主演。收視率13.6%。
與原作不同的是，原作故事的主角是一個老婆婆本間菊代，電視劇中則改成妙齡女子桐生枝梨子。

### 主演
- 桐生枝梨子 - 常盤貴子
- 里中二郎 - 田中圭
- 矢崎警部 - 内藤剛志
- 一原高顯 - 北村總一朗
- 一原蒼介 - 伊武雅刀
- 一原直之 - 田中哲司
- 一原健彥 - 趙珉和
- 一原紀代美 - 片平渚
- 一原由香 - 入來茉里
- 高野刑警 - 松尾諭
- 藤森曜子 - 豐田真帆
- 藤森加奈江 - 德永繪里
- 小林真穗 - 國生小百合

### 製作人員
- 劇本：（旺季志塚）
- 導演：山本剛義
- 技術協力：VIDEO STAFF
- 美術協力：ACS
- 剪輯：BAUMLEBEN
- 音響製作：石井和之
- 特殊製作：飯田文江
- 操演：TAKAHASHI RACING
- 錄音室：緑山Studio City
- 企劃統括：立松嗣章
- 主製作人：小池秀樹
- 企劃：成田一樹
- 製作：渡邊良介、中村純子
- 製作協力：大映電視台
- 製作著作：富士電視台

| 香港 無綫劇集台 星期六15:00-17:00及21:00-23:00  | 香港 無綫劇集台 星期六15:00-17:00及21:00-23:00  | 香港 無綫劇集台 星期六15:00-17:00及21:00-23:00 |
| ----------------------------------------------- | ----------------------------------------------- | ---------------------------------------------- |
|                                                 | 東野圭吾懸疑劇場：迴廊亭殺人事件 （2012.08.18） |                                                |
| 東野圭吾懸疑劇場：布魯特斯的心臟 （2012.08.11） | 任俠耆兵再現江湖 （2012.08.25）                 |                                                |
| 香港 無綫電視翡翠台 星期一 凌晨劇集時段         |                                                 |                                                |
| 東野圭吾懸疑劇場：十一文字殺人 （2014.09.22）   | 東野圭吾懸疑劇場：迴廊亭殺人事件 （2014.09.29） | 暴走法醫 （2014.10.06 - 2014.11.10）           |

## 網路劇
2022年由中國改編的網路劇，優酷、向上影業出品，鄧家佳、張新成主演。

## 電影
中國改編的電影，北京天馬映像影業出品、天津貓眼微影文化傳媒發行，任素汐、劉敏濤主演，2023年3月10日公映。

## 外部連結
- （日語）http://www.kobunsha.com/shelf/book/isbn/9784334719685 （页面存档备份，存于）
- （日語）
- （繁體中文）皇冠讀樂網：迴廊亭殺人事件 （页面存档备份，存于）
- （简体中文）華文出版社：迴廊亭殺人事件
- （简体中文）豆瓣讀書：迴廊亭殺人事件 （页面存档备份，存于）